# Amherst (Massachusetts)
Amherst (fonetikusan: [ˈæmərst]; kiejtéseⓘ) város az USA Massachusetts államában, Hampshire megyében. Lakosainak száma 39 263 fő (2020. április 1.).
A város három egyetemnek ad otthont: az Amherst College-nak, a Hampshire College-nak, és a Massachusettsi Egyetem amhersti kampuszának.

## Népesség
A település népességének változása:
| Lakosok száma | 34 874 | 37 819 | 39 263 |
|               | 2000   | 2010   | 2020   |